# Rhynchosia lineata
Rhynchosia lineata är en ärtväxtart som beskrevs av George Bentham. Rhynchosia lineata ingår i släktet Rhynchosia och familjen ärtväxter. Inga underarter finns listade i Catalogue of Life.